# Steel Peak
Der Steel Peak ist ein rund 2500 m hoher Berg im Palmerland auf der Antarktischen Halbinsel. Er ragt 2,5 km nördlich des Mount Nordhill im Ostkamm der Welch Mountains auf.
Der United States Geological Survey kartierte ihn im Jahr 1974. Das Advisory Committee on Antarctic Names benannte ihn 1976 nach Henry E. Steel von der United States Coast Guard, Kapitän der USCGC Edisto während der Operation Deep Freeze der Jahre 1969 und 1970 sowie Kommandant des Geschwaders, das 1969 in den Gewässern um die Antarktische Halbinsel operierte.